# Alvaradoa amorphoides
Alvaradoa amorphoides é uma espécie de planta, anteriormente colocada na família Simaroubaceae mas alterou-se para a família Picramniaceae. É originaria do México e também do sul da Flórida, onde está considerada em perigo de extinção.

## Descrição
São arbustos a árvores pequenas de 3 a 8 m de altura. Plantas dioicias. Folhas pinadas, geralmente com 20–50 folíolos, folíolos elíptico-oblongos, de 8–30 mm de comprimento e 7–11 mm de largura, verde obscuros e glabros na rama, verde pálidos, glaucos e puberulentos no inverso. As inflorescências em racimos de 10–25 cm de comprimento; sépalas 5, 1–2 mm de comprimento, veloso-puberulentos; pétalas ausentes; estambres 5, filamentos 3–5 mm de comprimento; estilos 2–3, ovário 2–3 carpelar, óvulos 2 por lóculo. Fruto uma cápsula sâmara com 1 semente e geralmente com 2 asas; sementes café obscuras.
As folhas estão divididas, parecem plumas arrendondadas. As flores são verdes ou branco-amareladas, muito pequenas e em racimos colgantes. Os frutos vêem-se também como racimos alongados e colgantes, têm uma asa membranosa, alongada e com cabelos.

## Distribuição e habitat
É originário do México, onde habita em climas quentes, semiquentes e temperados entre os 5 e os 1000 metros. Planta silvestre, está associada a bosques tropicais caducifólios, subcaducifólio, subperennifólio e perenifólios; bosque espinhoso, bosque mesófilo de montanha; bosques de encino e de pinheiro.

## Medicina popular
A esta planta emprega-se-lhe popularmente no sudeste da república mexicana (Quintana Roo e Iucatã) e no estado do México para aliviar a comichão e em geral afeções da pele como grãos, sarna, dermatofitose e dermatites.
A parte mais empregada da planta é a cortiça. Toma-se um chá elaborado com esta, para curar a tosse e como digestivo; se a este se lhe agregam as folhas, então se emprega em casos de dermatites.

## História
No século XX, Maximino Martínez indica-a contra Abcessos, antiescabiático, antiprurítico, antirreumático, eupéptico contra dermatoses e dermatofitose. Posteriormente, Narciso Souza refere: "o cozimento da sua casca é usado como tónico para o trato digestivo".

## Princípios ativos
Só a raiz tem sido pesquisada se detetando o ácido crisofánico, a crisofanein e o triterpeno chaparrin.

## Taxonomia
Alvaradoa amorphoides foi descrita por Frederik Michael Liebmann e publicado em Videnskabelige Meddelelser fra Dansk Naturhistorisk Forening i Kjøbenhavn 1853(3–4): 101–103. 1853[1854].
Sinonimia

- Picramnia filipetala Turcz.[3]

## Nomes comuns
Ardilho tamarindilho, camarón, bicha de ardilha, pau bermejo, pau de formiga, pé de galo.